# In the Court of the Crimson King
In the Court of the Crimson King prvi je studijski album britanskog progresivnog rock sastava "King Crimson", objavljen 10. listopada 1969. godine. Album se često smatra jednim od prvih i najutjecajnijih albuma progresivnog rocka te je imao veliki utjecaj na razvoj žanra tijekom 1970-ih godina.
Album je poznat po svom jedinstvenom spoju simfonijskog rocka, jazza, psihodeličnog rocka i klasične glazbe. Otvara ga pjesma "21st Century Schizoid Man" s kompleksnim ritmovima i politički nabijenim tekstom. Pjesma se smatra jednom od prvih metal pjesama. Prati je pjesma "I Talk to the Wind" koja se stilski suprotstavlja prethodnoj pjesmi, uvodeći slušatelja u nježniji, introspektivan i melodičan svijet. Treća pjesma albuma – "Epitaph" – stvara melankoličnu atmosferu i refleksivne tonove. Četvrta pjesma – "Moonchild" – dijeli slične osobine s pjesmom "I Talk to the Wind", dok se peta – "The Court of the Crimson King" – često uspoređuje s "Epitaph" zbog sličnog tonaliteta i produkcijske raskoši.

## Osoblje
- Robert Fripp – gitara

- Greg Lake – vokal, bas gitara

- Ian McDonald – flauta, saksofon, klavijature, mellotron, vokal

- Michael Giles – bubnjevi, udaraljke, vokal

- Peter Sinfield – tekstovi pjesama

## Prijem
In the Court of the Crimson King dočekan je s iznimnim pohvalama kritike. Album se često spominje kao prijelomna točka u povijesti rock glazbe. Kritičar Pete Townshend iz grupe The Who nazvao ga je „nesumnjivo nevjerojatnim i najvažnijim albumom desetljeća”. Album se redovito pojavljuje na listama najboljih albuma svih vremena. Mnogi ga smatraju temeljnim djelom progresivnog rocka.

## Utjecaj
Utjecaj albuma In the Court of the Crimson King ostavio je dubok trag u glazbi – ne samo u progresivnom rocku, već i u širem spektru rocka, metala i eksperimentalne glazbe. Njegov zvuk, produkcija i konceptualna ambicioznost inspirirali su brojne glazbenike i sastave.

## Naslovnica
Ikonična naslovnica prikazuje iskrivljeno, ekspresionističko lice čovjeka u panici. Ilustraciju je nacrtao Barry Godber, programer i umjetnik koji je preminuo ubrzo nakon izlaska albuma. Ovo je jedina poznata naslovnica koju je izradio.